# Caron et Cie
Caron et Cie war ein französischer Hersteller von Automobilen.

## Unternehmensgeschichte
Das Unternehmen aus Paris begann 1900 mit der Produktion von Automobilen. 1901 endete die Produktion.

## Fahrzeuge
Das einzige Modell 5 CV war mit einem luftgekühlten Zweizylindermotor ausgestattet, der vorne im Fahrzeug montiert war und über ein Dreiganggetriebe und eine Kardanwelle die Hinterräder antrieb. Die Karosserieform Vis-à-vis bot Platz für vier Personen. Die Autos wurden auch unter dem Namen „Ardent“ vertrieben.